# 4202 Minitti
A 4202 Minitti (ideiglenes jelöléssel 1985 CB2) a Naprendszer kisbolygóövében található aszteroida. Henri Debehogne fedezte fel 1985. február 12-én.